# 1814 a tudományban
Az 1814. év a tudományban és a technikában

## Kémia
- Jöns Jakob Berzelius publikálja híres művét, Försök att genom användandet af den electrokemiska theorien och de kemiska proportionerna grundlägga ett rent vettenskapligt system för mineralogien címmel

## Díjak
- Copley-érem: James Ivory

## Születések
- május 19. – Henry William Ravenel botanikus. († 1887)
- május 30. – Eugène Charles Catalan belga matematikus, a Catalan-számok és a Catalan-sejtés névadója († 1894).

## Halálozások
- augusztus 21. Sir Benjamin Thompson angol-amerikai fizikus. (* 1753)